# Estación de Fontela
La Estación Ferroviaria de Fontela, igualmente conocida como Estación de Fontela, es una plataforma ferroviaria de la Línea del Oeste, que sirve a la parroquia de Vila Verde, en el ayuntamiento de Figueira da Foz, en Portugal.

## Características

### Localización y accesos
Tiene acceso por la Calle de la Vidreira, junto a la localidad de Vila Verde.

### Características físicas
En enero de 2011, presentaba dos vías de circulación, ambas con 270 metros de longitud; las plataformas tenían 193 y 160 metros de extensión, y 35 y 85 centímetros de altura.

## Historia

### Apertura al servicio
Aunque el tramo entre las estaciones de Leiría y Figueira da Foz de la Línea del Oeste, donde esta plataforma se sitúa, abrió a la explotación el 17 de julio de 1888, la Estación de Fontela entró en servicio el 5 de septiembre de 1926, sustituyendo los apeaderos de Fontela y Santo Aleixo, que fueron cerrados; la nueva estación fue, desde luego, preparada para el transporte de pasajeros, animales y vehículos, en los regímenes de Alta y Baja Velocidad.